# نیلوفر سفید (دین)
دین نیلوفر سفید (明王) یک جنبش مذهبی و سیاسی تلفیقِ‌گرایانه است که ظهور قریب‌الوقوع «پادشاه نور» (明王)، یعنی بودا میتریا آینده را پیش‌بینی می‌کند.